# Still Life (filme)
Still Life (br: Uma Vida Comum) é um filme ítalo-britânico do gênero drama de 2013, escrito e dirigido por Uberto Pasolini. O filme foi apresentado no 70º Festival de Veneza, onde ganhou o prêmio de melhor diretor na categoria "Orizzonti". No Festival Internacional de Cinema de Reykjavik, Still Life recebeu o prêmio máximo (Puffin de Ouro), bem como o prêmio FIPRESCI. Também recebeu o prêmio Pérola Negra (o prêmio mais alto) no Festival de Cinema de Abu Dhabi por "sua humanidade, empatia e graça no tratamento da dor, solidão e morte"; e por sua atuação, Eddie Marsan ganhou o prêmio de Melhor Ator Britânico no Festival Internacional de Cinema de Edimburgo de 2014.

## Enredo
John May é um homem que luta com a solidão e trabalha no escritório de Bona Vacantia (latim para "bens sem dono") no distrito de Kennington, em Londres, onde sua principal responsabilidade é localizar os parentes mais próximos encontrados mortos, sem testamento, no distrito. A maioria dos casos são fechados por falta de pistas, mas quando os herdeiros são localizados, eles normalmente hesitam em aceitar os bens pessoais do falecido, e como incentivo ele adota a prática de oferecer-se para organizar ele mesmo o funeral, pago pelo governo do distrito, escrevendo um elogio para cada falecido. Seu chefe considera esta prática demorada e cara, e por isso decide fechar seu departamento uma vez concluído um caso final: a morte de William "Billy" Stoke. Quando o Sr. May, como é chamado ao longo da história, pergunta o endereço do homem, ele descobre que o falecido era um vizinho que nunca conheceu, que morava no bloco ao lado do prédio do seu apartamento, em vista direta de sua janela.
Inspecionando o apartamento de Stoke, sua única pista é uma série de fotografias — uma delas de uma fábrica de torta de carne de porco. A maioria das fotografias é de uma mulher adulta e de uma menina. As muitas fotos da menina param bruscamente: há páginas vazias no álbum, e nenhuma foto de uma menina muito maior que dez anos. John May e outros supõem que já foram esposa e filha, mas não há registros ou pistas, não há nomes, datas ou rótulos, nenhuma identificação de qualquer tipo. 
Ele visita a padaria e obtém de um dos trabalhadores, que se lembra de Stoke, o endereço de uma das ex-companheiras de Stoke. Ele visita a mulher e lhe pergunta se ela sabia de uma esposa ou filha. Ela diz que ele nunca havia falado de uma família, e que ele a havia deixado por uma mulher que era dona de um restaurante de peixe e fritas que Stoke frequentava. John viaja para onde Stoke vivia na época e verifica todo o comércio de peixe e batatas fritas da cidade até localizar a ex-companheira de Stoke, Mary, sua filha adulta, e sua neta. Mary revela que Stoke é o pai de sua filha, mas que ele partiu antes que soubesse da existência dela. 
Mary diz a John que eles não podem ser considerados parentes de Stoke uma vez que "ele nunca quis uma família". Ela lhe diz, entretanto, que ele as abandonou e depois disso foi parar na prisão.
Na prisão, um guarda leva John a algumas cartas que Stoke nunca enviou, onde ele encontra uma carta da jovem no álbum de fotos, tornando evidente que ela é uma filha que já fez parte da vida e da família de Stoke. Ela contém o nome "Kelly" e um endereço. Outra busca envolvida é frutífera: May encontra Kelly Stoke, a outra filha de Stoke, aquela que ele conhecia. Kelly é surpreendida ao saber que seu pai está morto, mas mostra ressentimentos pelo jeito selvagem de seu pai, e o abandono dela e de sua mãe quando ela era uma menina. Quando May pergunta sobre sua mãe, buscando quaisquer pistas para alguém ligado a Stoke, Kelly revela que sua mãe, a mulher adulta do álbum de fotos e ex-mulher de Stoke, havia morrido há três anos.
Quando May convida Kelly para o funeral, ela demonstra dor e ressentimento fortes o suficiente para que ela decline. Ela lhe dá uma foto de seu pai com Jumbo, tirada quando eles estavam servindo no exército nas Malvinas. Jumbo se lembra com carinho de Stoke, mas não mostra interesse no funeral. Jumbo remete John a vários parques e abrigos onde ele tinha visto Stoke por último. John encontra lá dois sem-teto que concordam em falar com ele em troca de uma bebida. No entanto, eles também não mostram interesse no funeral. Considerando isto o fim da linha, John retorna ao seu escritório para prepará-lo para a desativação. Ele então recebe uma ligação telefônica de Kelly, que aceita ser o parente mais próximo de Stoke.
A parte final do filme mostra cenas silenciosas que retratam John fazendo pequenas mudanças em sua rígida rotina: experimentando novos alimentos e bebidas, percorrendo novos caminhos, e sendo inspirado por uma história de coragem de Billy Stoke.
John se encontra com Kelly para informá-la do que ela herdou, e Kelly convida John para um chá, o que faz John sorrir pela primeira vez no filme, sob a promessa de que sua solidão vai acabar. Depois de comprar alguns pequenos presentes, ele é atingido por um New Routemaster (ônibus híbrido londrino) e sangra até a morte no asfalto. O modelo de ônibus era novidade na época, e serviu também como uma metáfora dos novos tempos que primeiro tiraram o emprego de John, e, consequentemente, a vida que ele tinha.
No entanto, não há ninguém para localizar seus parentes mais próximos, já que o escritório fechou. Ele então é sepultado muito perto do túmulo de Stoke, ao mesmo tempo em que o funeral de Stoke está em andamento.
O funeral de Stoke é assistido por todas as pessoas que John contactou durante todo o filme em seu favor. Kelly ocasionalmente procura por John, que era esperado no funeral que ele havia planejado, e com quem ela iria se encontrar para tomar chá após o funeral. Assim que os companheiros militares de Stoke, os homens sem-teto, sua ex-mulher e namoradas, e as duas filhas, deixam seu túmulo, Kelly olha e vê os assistentes colocando a última pá de terra em um novo túmulo, sem saber que é John.
Após o enterro de May, pessoas começam a aparecer no cemitério e caminhar até o local do túmulo dele. Uma grande multidão se reúne, e é mostrado que são as pessoas cujos casos John trabalhou enquanto ele ainda estava vivo.

## Elenco
- Eddie Marsan como John May
- Joanne Froggatt como Kelly Stoke
- Andrew Buchan como Sr. Pratchett
- Karen Drury como Mary
- Neil D'Souza como Shakthi
- Paul Anderson como sem-teto
- Tim Potter como sem-teto
- Ciaran McIntyre como Jumbo